# René de Blonay
Joseph Emmanuel René de Blonay, italianizzato in  Renato De Blonay (Évian-les-Bains, 29 aprile 1777 – Chambéry, 22 novembre 1852), è stato un politico francese.

## Biografia
Fu Deputato del Regno di Sardegna in due legislature, eletto nel collegio di Evian.